# 桂川てや
桂川 てや（かつらがわ てや、文政12年〈1829年〉 - 天保15年5月10日〈1844年6月25日〉）は、江戸幕府11代将軍・徳川家斉の御台所であった広大院の御中﨟。「蘭学の家」として知られる桂川家の出身。書籍によってはこやと記されることもある。

## 生涯
桂川家6代目当主である奥医師桂川甫賢の長女。
天保11年（1840年）、12歳で女中見習いとして大奥に入り、次いで呉服の間（裁縫方）となる。大奥入りは大奥御年寄・花町の強い勧めであり、花町の部屋子となっている。
天保12年（1841年）には御台所・広大院付きの御中﨟となる。大奥入りから1年余りでの出世は異例のものであった。
天保15年5月10日（1844年6月25日）、江戸城本丸の大奥長局から出火した火事は、奥女中数百人が焼死する大惨事となった。この際に花町が取り残され、てやは花町を救出するために火中に引き返して焼死した。享年16。
姪の今泉みねが聞き伝えた話によれば、先に助け出された広大院の「花町は無事か、見てまいれ」との命を受け、てやは炎上中の局に戻ったが花町は見つからず、さりとて主人に「お見えになりませぬ」と復命するわけにもいかず、手燭を持ったまま火中に入っていったという。
その死に様から後に「大奥女中の鑑」と讃えられ、このことは天璋院にも伝わったという。将軍家からは異例ながら「恵光院殿」という高位の戒名を送られた。
この火災では、てやに仕える侍女2人もまた焼死している。てやと侍女2人は、芝二本榎上行寺の桂川家墓地に葬られ、大小3つの墓石は今泉みねによる『名ごりの夢』口述時点（1930年代）にも存在していた。上行寺が第二次世界大戦後に神奈川県伊勢原市に移転したのに伴い、てやの墓地も同所に移転している。

## 家族
兄に桂川甫周（7代目）、弟に桂川甫策（8代目）、藤沢次謙（幕府陸軍副総裁）がいる。
姪（甫周の娘）に、『名ごりの夢』を口述した今泉みねがいる。みねが生まれたのは安政2年（1855年）であるが、てやの話を周囲からよく聴かされており、てやを「御殿のおばさま」と呼びならわしていた。『名ごりの夢』には、生前のてやの様子や、てやの死について聞き伝えられたことが語られ、また甫賢夫妻が当時を書き残した「堕涙日記」の一部が引用されている。かねてより長患いをしていた甫賢は、てやの死により力を落とし、半年後に亡くなった。

## 桂川てや が登場する作品
- 穂高健一『妻女たちの幕末』―大奥の最高権力者 姉小路の実像―（南々社、2023年）